# انفجار عكار 2021
في 15 أغسطس 2021 قُتل ما لا يقل عن 33 شخصًا في انفجار وقود وقع بقضاء عكار في لبنان. قام الصليب الأحمر اللبناني بإجلاء الناجين.
التحقيق جار لمعرفة أسباب الانفجار.